# Angela Hitler
Angela Franziska Johanna Hammitzsch nata Hitler (Braunau am Inn, 28 luglio 1883 – Hannover, 30 ottobre 1949) era la più anziana sorellastra di Adolf Hitler.
Dal suo primo marito, Leo Raubal Sr., ebbe la figlia Geli Raubal.

## Biografia
Angela Hitler era nata a Braunau, nell'Impero austro-ungarico, seconda figlia di Alois Hitler e della sua seconda moglie, Franziska Matzelsberger. Sua madre morì l'anno successivo. Lei e suo fratello Alois Jr. vennero allevati dal padre e dalla terza moglie Klara Pölzl. Il suo fratellastro, Adolf Hitler, nacque sei anni dopo di lei e divennero molto uniti. È l'unica dei fratelli di Hitler menzionati nel Mein Kampf.
Il padre di Angela morì nel 1903 e la matrigna nel 1907, lasciandole una piccola eredità. Il 14 settembre 1903 sposò Leo Raubal (11 giugno 1879 - 10 agosto 1910), un giovane ispettore fiscale, e il 12 ottobre 1906 diede alla luce un figlio, Leo. Il 4 giugno 1908 Angela diede alla luce Geli e nel 1910 una seconda figlia, Elfriede (Elfriede Maria Hochegger, 10 gennaio 1910 - 24 settembre 1993). Suo marito morì nel 1910.

### Vedovanza
Dopo la prima guerra mondiale si trasferì a Vienna. Il rapporto di Walter Charles Langer in tempo di guerra, The Mind of Adolf Hitler, un profilo dell'Office of Strategic Services sulla famiglia Hitler, dipinge un quadro positivo di Angela in quel periodo, descrivendola come "una persona piuttosto dignitosa e industriosa". Dice che era diventata manager della Mensa dell'Academia Judaica, una pensione per studenti ebrei, dove difendeva i suoi affidati contro i rivoltosi antisemiti. Secondo Langer: "Alcuni dei nostri informatori l'hanno conosciuta durante questo periodo e riferiscono che nei disordini studenteschi Angela ha difeso gli studenti ebrei dagli attacchi e in diverse occasioni ha picchiato gli studenti ariani allontanandoli dalla sala da pranzo con un bastone. È una persona piuttosto corpulenta, forte, contadina, che è ben in grado di prendere parte attiva."
Angela non aveva più notizie di Adolf, da un decennio, quando questi ristabilì i contatti con lei nel 1919. Nel 1924 Adolf fu confinato a Landsberg e Angela fece un viaggio da Vienna per rendergli visita. Nel 1928, lei e Geli si trasferirono all'Haus Wachenfeld a Obersalzberg vicino a Berchtesgaden, dove divenne la governante del fratello e in seguito fu incaricata della casa nel ritiro allargato di Hitler. Geli si suicidò nel 1931.
Dopo la morte di Geli Angela continuò a lavorare per il suo fratellastro, ma disapprovò fortemente il suo rapporto con Eva Braun e lasciò Berchtesgaden trasferendosi a Dresda.

### Nuovo matrimonio
Il 18 febbraio 1936 sposò l'architetto Martin Hammitzsch (22 maggio 1878 - 12 maggio 1945), che progettò la fabbrica di sigarette Yenidze a Dresda, e che in seguito divenne direttore della Scuola statale di costruzione di edifici a Dresda.
Il 26 giugno 1936 la coppia tornò a Passau. Quando visitarono la casa sul fiume Inn, dove Angela aveva vissuto da bambina, lasciarono un'annotazione nel libro dei visitatori, riportata poi dal giornale locale.
Apparentemente Hitler disapprovava il matrimonio e si riferiva alla sua sorellastra come "Frau Hammitzsch". Sembra, però, che Hitler ristabilì i contatti con lei durante la seconda guerra mondiale, perché Angela rimase la sua intermediaria con il resto della famiglia con la quale non voleva contatti. Nel 1941 Angela vendette, all'Eher-Verlag, le sue memorie dei suoi anni con Hitler, ricavandone 20 000 Reichsmark.
Nella primavera del 1945, dopo la distruzione di Dresda nel massiccio bombardamento del 13-14 febbraio, Adolf Hitler fece trasferire Angela a Berchtesgaden per evitare che venisse catturata dai sovietici. Prestò anche, a lei e alla sorella minore Paula, oltre 100 000 Reichsmark. Nel suo testamento Hitler garantì ad Angela una pensione di 1 000 Reichsmark mensili, ma non è chiaro se abbia mai ricevuto i pagamenti. Il suo secondo marito si suicidò poco dopo la sconfitta finale della Germania.

### Dopo la guerra
Adolf apparentemente aveva una bassa opinione dell'intelligenza di entrambe le sue sorelle, definendole "stupide oche". Tuttavia, lei parlò molto bene del fratello, anche dopo la guerra, e affermò che né suo fratello né lei stessa avevano saputo nulla dell'Olocausto. Angela Hitler morì di ictus il 30 ottobre 1949 nella città di Hannover.

## Famiglia
Suo figlio, Leo, ebbe un figlio: Peter (nato nel 1931), un ingegnere in pensione che vive a Linz, in Austria. La figlia di Angela, Elfriede, sposò l'avvocato tedesco Ernst Hochegger il 27 giugno 1937 a Düsseldorf. Ebbero un figlio, Heiner Hochegger (nato nel gennaio 1945).

## Rappresentazioni cinematografiche
Angela è stata interpretata da Helene Thimig nel film The Hitler Gang (1944). Nella miniserie Il giovane Hitler (2003), è interpretata da Julie-Ann Hassett.
Nella commedia francese L'asso degli assi (1982), Angela Hitler è ritratta come la custode della residenza di Hitler nell'Obersalzberg. È interpretata da Günter Meisner, lo stesso attore che interpreta Hitler.